# Ruesnes
Ruesnes település Franciaországban, Nord megyében. Lakosainak száma 452 fő (2022. január 1.). Ruesnes Villers-Pol, Sepmeries, Beaudignies, Bermerain, Capelle és Le Quesnoy községekkel határos.

## Népesség
A település népessége az elmúlt években az alábbi módon változott:
| Lakosok száma | 423  | 428  | 445  | 450  | 459  | 459  | 459  | 455  | 452  |
|               | 2013 | 2015 | 2016 | 2017 | 2018 | 2019 | 2020 | 2021 | 2022 |